# جرج چارلز برسفورد
جرج چارلز برِسفورد (انگلیسی: George Charles Beresford; ۱۰ ژوئیهٔ ۱۸۶۴ – ۲۱ فوریهٔ ۱۹۳۸) عکاس استودیویی اهل ایرلند بود که در عکاسی پرتره تبحر داشت.

## نگارخانه

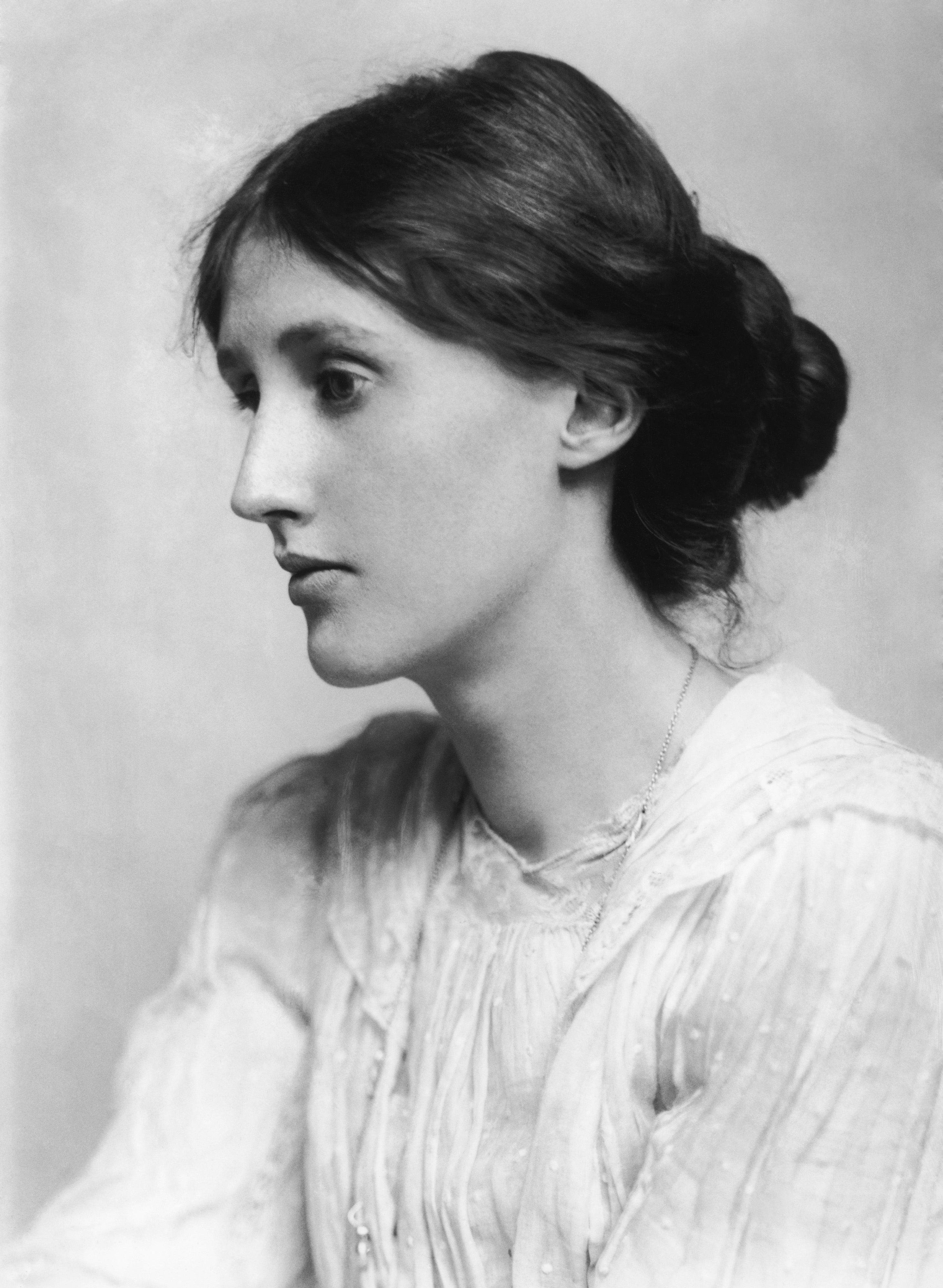
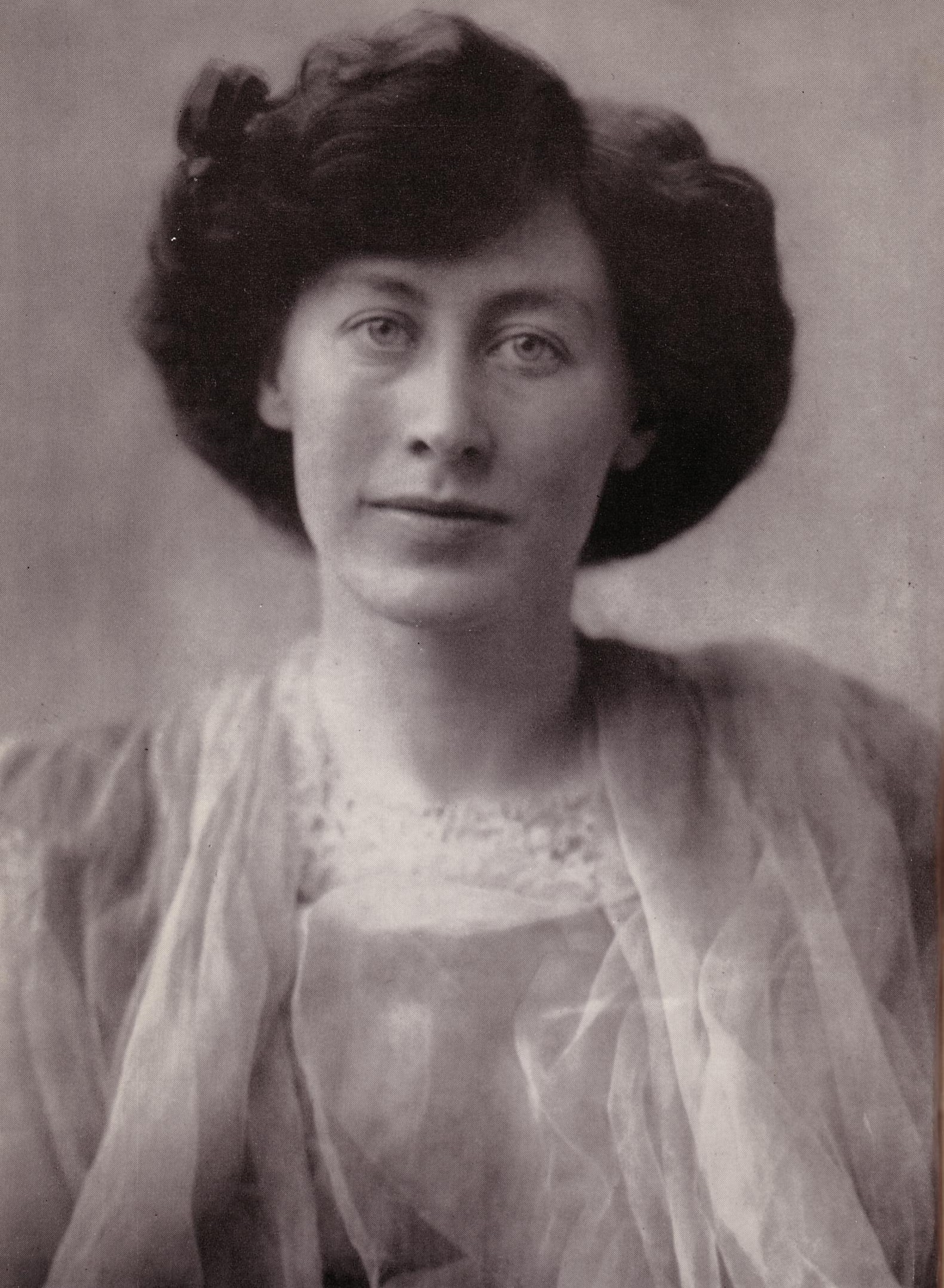
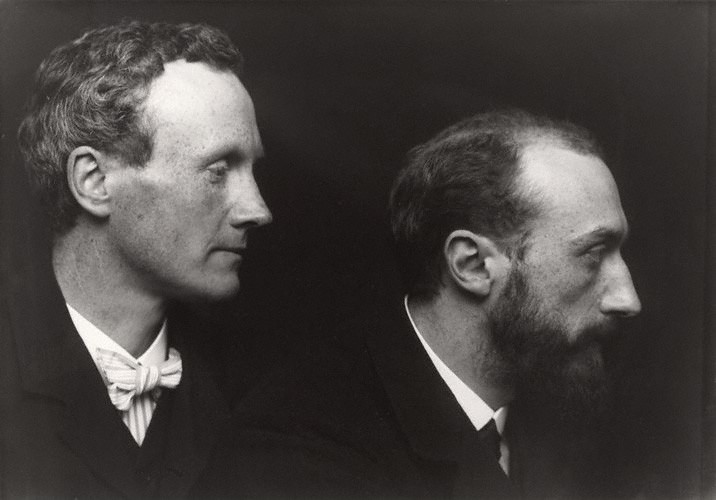
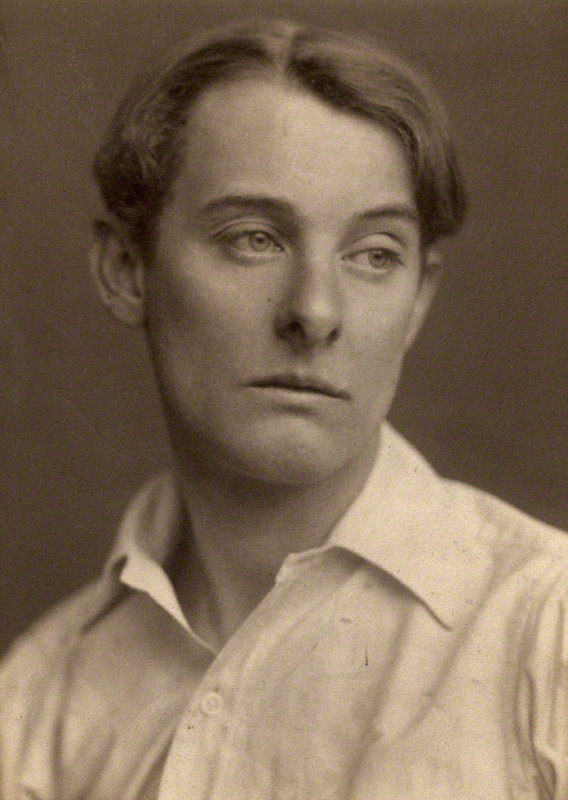